# Teknikuri Universiteti (tunnelbanestation)
Teknikuri Universiteti, tidigare Politeknikuri, (georgiska: ტექნიკური უნივერსიტეტი) är en station i Tbilisis tunnelbana. Stationen tillhör den andra linjen, Saburtalolinjen. Stationen har två ingångar, från Gamsachurdia- och Kostavagatorna. Nära stationen ligger Georgiens tekniska universitet, statistikdepartementet, Tbilisis sportpalats, hotell Adzjara samt 26 maj-torget. 